# 貝爾維爾 (內華達州)
貝爾維爾（英語：Belleville, Nevada）是一個位於美国内華達州米納維爾縣的一個圍繞著其附近的礦場運輸的礦石而興建的礦業鎮，現今已成爲一座鬼鎮.

## 歷史沿革
貝爾維爾鎮于1873年或1874年建立。其主要產業包括加工來自坎德勞亞北部貝勒礦區的礦石。加工廠遺址位於現今貝爾維爾鎮歷史建築的東端。其第一批生產的金塊于1875年4月生產，價值約9,200美元。該鎮因經常發生謀殺、醉酒事件而被稱之爲“狂野的西部”（英語：Wild West）。1882年，當此地開通卡森和科罗拉多铁路時，共有500個人口，且包含診所、化驗室、快遞儲存室、电报站、駕馬場、兩個旅館、餐館、鐵匠鋪以及七家西部沙龍。郵局則從1874年一直營業至1894年。
在1892年，水管道將水輸送至坎德拉裏亞，使礦石可在礦區附近進行研磨。也同時導致貝勒維爾日漸荒廢，除了1915至1918年在此期間有一個郵局還在運作。

## 外部鏈接
- Belleville （页面存档备份，存于）（被遺忘的内華達）
- Belleville （页面存档备份，存于）（銀色的鬼城）